# Pareuchiloglanis
Pareuchiloglanis (tiếng Việt: cá Chiên bẹt) là một chi cá Chiên bản xứ châu Á. Chi này gồm những loài cá da trơn ưa nước xiết, được tìm thấy ở đầu nguồn sông lớn ở Nam Á và Đông Á. Chúng có nguồn gốc từ lưu vực Brahmaputra - Ấn Độ,  lưu vực Dương Tử - Trung Quốc và lưu vực thuộc dãy Trường Sơn phía Nam Việt Nam. Hai loài được biết đến ở sông Mê Kông: P. myzostoma và P. gracilicaudata. Bốn loài được biết đến ở thượng nguồn sông Mê Kông tại Trung Quốc: P. abbreviatus, P. gracilicaudata, P. myzostoma và P. prolixdorsalis.

## Phân loại
Tính đơn ngành của chi này chưa được khẳng định. Các dải răng trước hàm ở tông Glyptosternina rất quan trọng trong việc xác định các chi.
Ở loài Pareuchiloglanis, dải răng được phân chia thành hai phần, xuất hiện dưới hai hình thức. Một dạng thì các mảng răng trước của hàm trên được phân chia ở giữa bằng một vết lõm sâu; đây là dạng đặc trưng của loài P. feae. Nhóm này phân bố ở phía tây Mê Kông, bao phủ sự phân bố của Oreoglanis, Pseudexostoma và Exostoma.
Ở dạng còn lại, các mảng răng trước của hàm trên dường như được nối với nhau bởi một vết lõm nông ở giữa; đây là đặc trưng của các loài Pareuchiloglanis còn lại. Nhóm này phân bố ở phía đông của sông Mê Kông.
Có khoảng 26 loài được công nhận, dưới đây là 20 loài trong số đó:
- Pareuchiloglanis abbreviata X. Li, W. Zhou, A. W. Thomson, Q. Zhang & Y. Yang, 2007
- Pareuchiloglanis anteanalis S. M. Fang, T. Q. Xu & G. H. Cui, 1984
- Pareuchiloglanis brevicaudatus V. H. Nguyễn, 2005
- Pareuchiloglanis feae (Vinciguerra, 1890)
- Pareuchiloglanis gracilicaudata (Y. F. Wu & Y. Chen, 1979)
- Pareuchiloglanis hupingshanensis Z. J. Kang, Y. X. Chen & D. K. He, 2016[6]
- Pareuchiloglanis longicauda (P. Q. Yue, 1981)
- Pareuchiloglanis macrotrema (Norman, 1925)
- Pareuchiloglanis myzostoma (Norman, 1923)
- Pareuchiloglanis namdeensis V. H. Nguyễn, 2005
- Pareuchiloglanis nebulifera H. H. Ng & Kottelat, 2000
- Pareuchiloglanis phongthoensis (V. H. Nguyễn, 2005)
- Pareuchiloglanis poilanei Pellegrin, 1936
- Pareuchiloglanis prolixdorsalis X. Li, W. Zhou, A. W. Thomson, Q. Zhang & Y. Yang, 2007
- Pareuchiloglanis rhabdura H. H. Ng, 2004
- Pareuchiloglanis robusta R. H. Ding, T. Y. Fu & M. R. Ye, 1991
- Pareuchiloglanis sichuanensis R. H. Ding, T. Y. Fu & M. R. Ye, 1991
- Pareuchiloglanis sinensis (Hora & Silas, 1952)
- Pareuchiloglanis songdaensis H. D. Nguyễn & V. H. Nguyễn, 2001
- Pareuchiloglanis tamduongensis V. H. Nguyễn, 2005
- Pareuchiloglanis tianquanensis R. H. Ding & S. G. Fang, 1997

## Mô tả
Các loài Pareuchiloglanis có một rãnh không liền mạch phía sau mép, khoang mang không mở rộng xuống phía dưới, răng sắc nhọn nằm ở cả hai hàm, các mảng răng ở hàm trên liền thành dải và không mọc ra phía sau hai bên và vây ngực có từ 13 đến 16 tia. Phần đầu dẹp và cơ thể thon dài. Da ở mặt lưng mịn nhưng thường có đốm sần ở bề mặt bụng. Cặp mắt nhỏ, nằm ở hai bên phần trên của đầu, được bao phủ bởi da. Môi dày, nhiều thịt và có nhiều nhú. Các vây đôi được xếp nếp thành cơ quan bám dính.